# Barriopedro
Barriopedro é um município da Espanha na província de Guadalajara, comunidade autónoma de Castilla-La Mancha, de área 10,58 km² com população de 28 habitantes (2007) e densidade populacional de 2,65 hab./km².

## Demografia
| Variação demográfica do município entre 1991 e 2004 | Variação demográfica do município entre 1991 e 2004 | Variação demográfica do município entre 1991 e 2004 | Variação demográfica do município entre 1991 e 2004 |
| --------------------------------------------------- | --------------------------------------------------- | --------------------------------------------------- | --------------------------------------------------- |
| 1991                                                | 1996                                                | 2001                                                | 2004                                                |
| 26                                                  | 36                                                  | 31                                                  | 32                                                  |